# کاپی (کالیفرنیا)
کاپی (به انگلیسی: Capay) یک منطقهٔ مسکونی در ایالات متحده آمریکا است که در شهرستان یولو، کالیفرنیا واقع شده‌است. کاپی ۶۴ متر بالاتر از سطح دریا واقع شده‌است.